# 小盾蕨
小盾蕨（学名：Neolepisorus minor）为水龙骨科盾蕨属下的一个种。其种加词“minor”意为“较小的”。
现接受名为剑叶盾蕨（Lepisorus ensatus (Thunb.) C.F.Zhao, R.Wei & X.C.Zhang, 2019）。